# Anna Meares Velodrome
Das Anna Meares Velodrome ist eine Mehrzweckhalle mit Radrennbahn im Vorort Chandler der australischen Stadt Brisbane, Hauptstadt des Bundesstaates Queensland. Sie gehört u. a. mit der Chandler Arena, dem Brisbane Aquatic Centre, dem Chandler Theatre, dem State Weightlifting Centre, dem BMX SuperCross Track und dem Geoff Henke Olympic Winter Training Centre zum „Sleeman Sports Complex“. Neben dem Bahnradsport kann der Innenraum der Halle u. a. für Badminton, Futsal, Netball oder Hockey genutzt werden.

## Geschichte
Die Halle ist die erste überdachte Radrennbahn (Velodrom) in Queensland. Sie verfügt über eine, vom Weltradsportverband UCI zertifizierte, 250 m lange Bahn mit einer Kurvenüberhöhung von 40 %. Insgesamt wurden 60 km Holzbretter verlegt.
Die Bahn wurde zur Nutzung für die Commonwealth Games 2018 erbaut. Auffälliges Merkmal des Baus ist das sattelförmige Dach, das auf einer Stahlkonstruktion ruht, ähnlich dem Dach des Lee Valley Velodrome in London für die Olympischen Sommerspiele 2012. Das Dach überspannt eine Fläche von 10.000 m², liegt auf den Mauern auf und ist mit einer Membran aus Polytetrafluorethylen (PTSE) bespannt, die das natürliche Licht einlässt. Die Kombination von Stahl und Membran schafft ein durchgehendes Mosaikmuster auf dem Boden des Baus.
Cox Architecture gewann im November 2013 einen Designwettbewerb für das Velodrome.
Die Radrennbahn ist nach der zweifachen Olympiasiegerin Anna Meares benannt, der erfolgreichsten Bahnradsportlerin Australiens, die nach den Olympischen Spielen 2016 in Rio de Janeiro vom aktiven Sport zurückgetreten war. Meares fuhr zur Eröffnung die ersten drei Runden auf der Bahn, im Beisein der Premierministerin von Queensland, Annastacia Palaszczuk. Auf der Bahn fanden die Bahnradsport-Wettbewerbe der Commonwealth Games im April 2018 statt. Die Sportstätte wurde ein Jahr früher als geplant fertiggestellt.
Das Anna Meares Velodrome ist als Austragungsort der Olympischen Sommerspiele und der Sommer-Paralympics im Jahr 2032 in Brisbane vorgesehen.

## Galerie

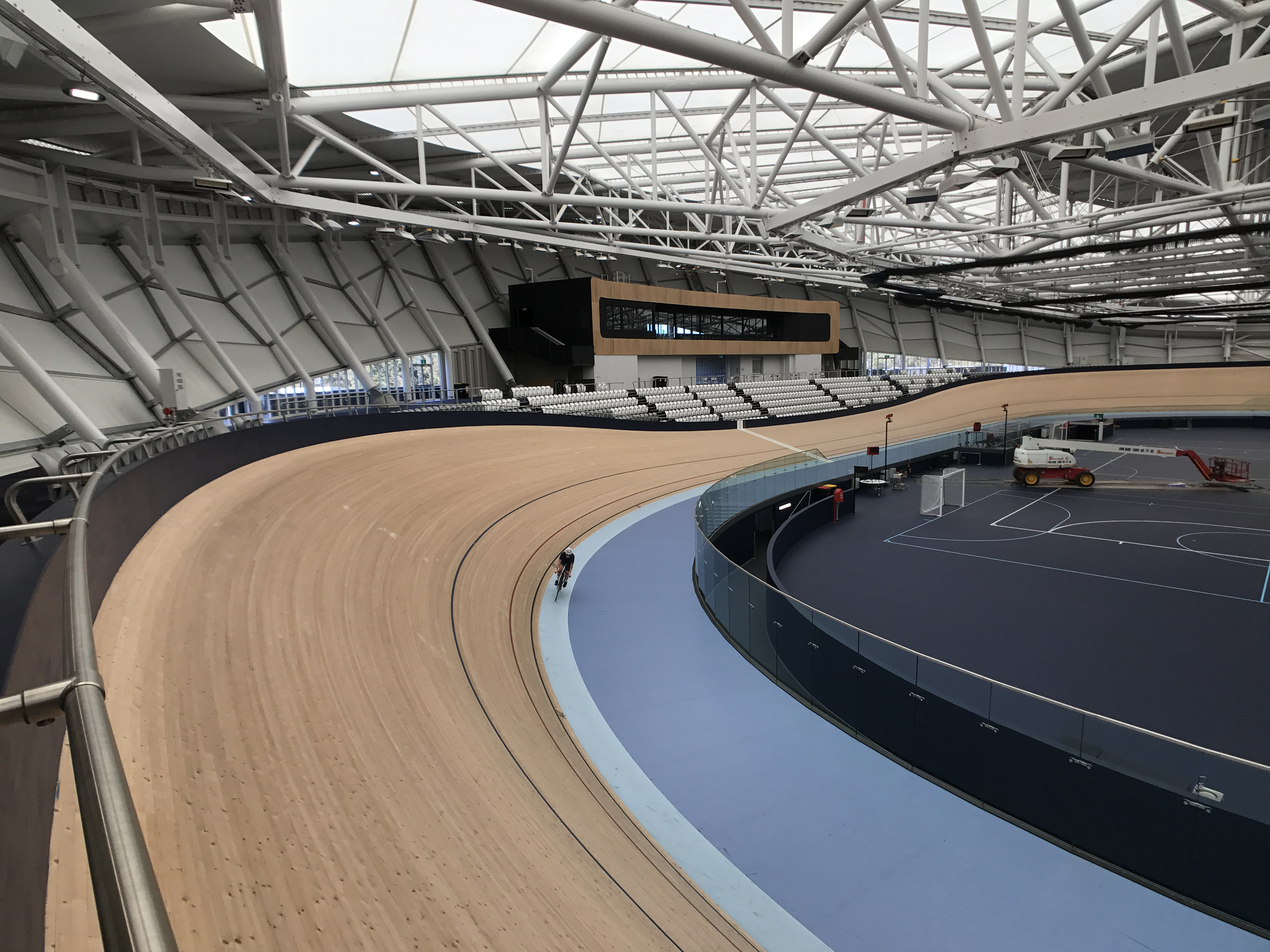
Das Velodrome (September 2017)
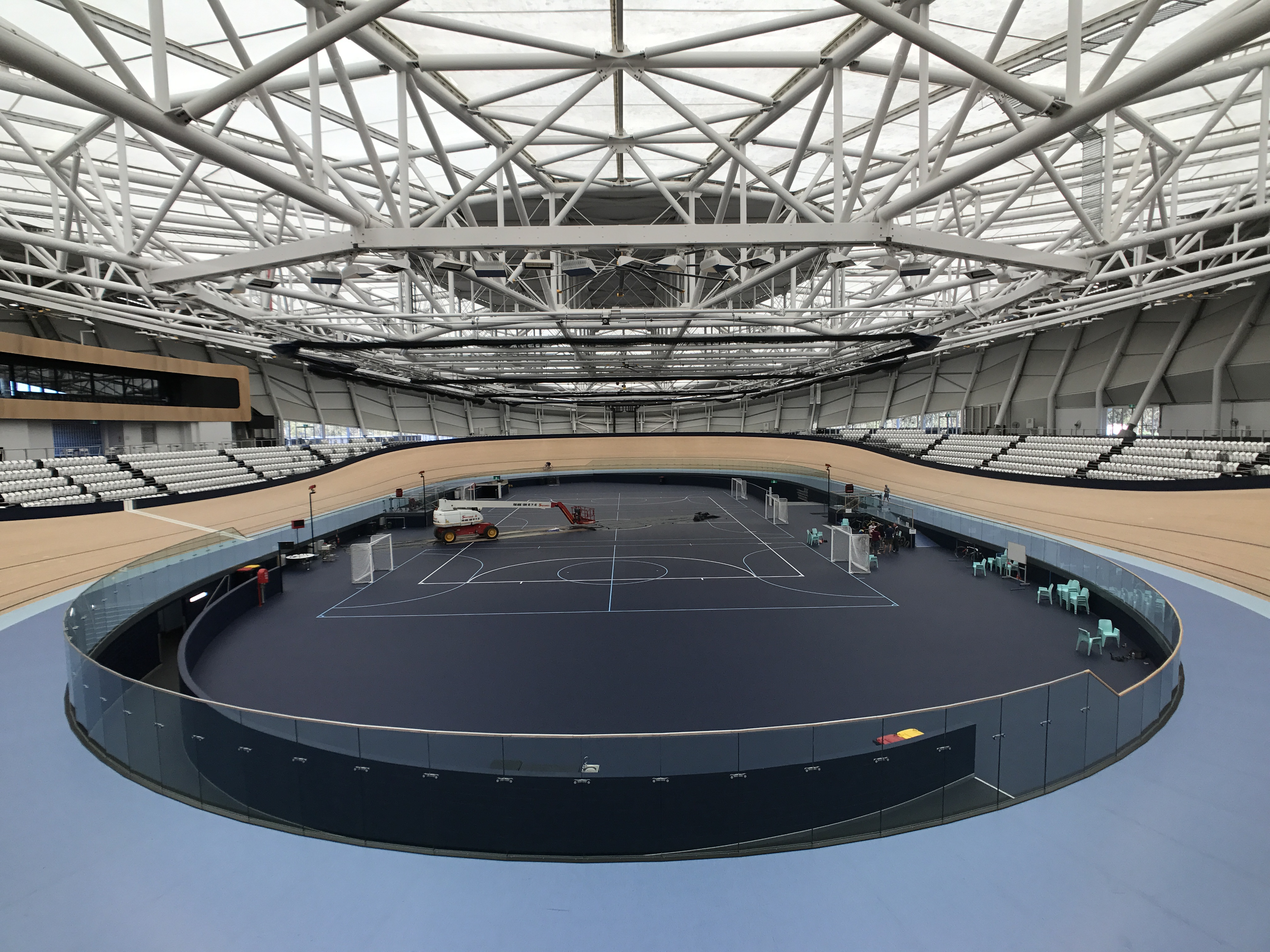
Der Innenraum bietet weitere Sportmöglichkeiten (September 2017)